# Viktor I
Viktor I, född i Afrika, var påve från 189 till 199 (enligt Vatikanen 186 eller 189 till 197 eller 201). Han vördas som helgon i Romersk-katolska kyrkan, med minnesdag den 28 juli. Han är en av få påvar med afrikansk härkomst.

## Biografi
Liber Pontificalis uppger att Viktor var afrikan  född i Afrika, och att hans fars namn var Felix. Enligt denna källa, som i sin tur hämtar sina uppgifter från Catalogus Liberianus, varade hans pontifikat från 186 till 197. En armenisk handskrift daterar istället Viktors pontifikat till den sjunde året av kejsar Commodus regeringstid, och säger att det varade i tolv år. Eusebios anger det tionde året av Commodus regeringstid som pontifikatets början, och skriver att det varade i tio år.
Viktor är ihågkommen i första hand för två saker. Dels genomförde han att påsken firades på samma dag i hela den kristna världen, genom att exkommunicera oppositionella biskopar i Mindre Asien, som leddes av Polykrates av Efesos. Före Viktors pontifikat hade man i Mindre Asien tillåtits fira påsk på den 14:e dagen i månaden Nisan, oavsett vilken veckodag denna inföll på. I den latinska delen av kyrkan kallade man dem som följde detta bruk för quartodecimaner. I Rom och i väst firades påsk däremot på den söndag som följde på den 14:e dagen i Nisan. Viktors oförsonlighet kritiserades av bland andra Irenaeus av Lyon, som ansåg att frågan inte borde leda till att biskoparna skulle uteslutas från kyrkogemenskapen.
Den andra sak som Viktor är ihågkommen för, genom Hieronymus, är införandet av latin till kristendomens litteratur; Hieronymus uppger att Viktor var den förste kristne författaren som skrev på latin, och nämner några avhandlingar, vilka dock inte bevarats till eftervärlden. Det var möjligen under Viktors pontifikat som den bibliska kanon började utformas. Nordisk familjebok anger, att Viktor troligen var den förste biskop i Rom som i handling försökte göra den romerske biskopens primat gällande över hela kyrkan.
Viktor exkommunicerade Theodotus av Bysans, "lädersäljaren", för dennes inställning i den kristologiska frågan om monarkianismen. Sannolikt degraderade han Florinus som var präst i Rom och predikade gnostiska läror; Ireneaus ägnade två avhandlingar till att vederlägga Florinus ståndpunkter och vände sig till Viktor för att övertala påven om att fördöma honom.